# Лилиенфельд, Юлий Эдгар
Юлий Эдгар Лилиенфельд (18 апреля 1882, Львов — 28 августа 1963, Шарлотта-Амалия, Виргинские острова), физик, изобретатель транзистора.

## Биография
Юлий Эдгар Лилиенфельд родился 18 апреля 1882 года в городе Львове в еврейской семье. Учился во Львовском университете и политехническом институте, в Берлине (1900-1904, Фридрих-Вильгельм университет), где слушал лекции, в частности, М. Планка.
Доктор наук (1905). От 1910 по 1926 годы был профессором Лейпцигского университета. В США с 1926 года. Знание инженерных наук помогало Ю. Лилиенфельду в его деятельности изобретателя. Ещё в Германии он сотрудничал c изобретателем и производителем стратостатов Ф. Цеппелином, исследовал рентгеновское излучение. В США разрабатывал новые виды радиоприёмников. Исследователь и изобретатель активно общался с коллегами, выдающимися учёными, в своё время, в частности, переписывался с Альбертом Эйнштейном. Но больше всего его интересовали исследования, которые вели к изобретению транзисторов. (У этого изобретения было несколько авторов, которые работали или параллельно, или дополняли друг друга, не зная о том. Так случилось, что Нобелевскую премию за открытие транзисторного эффекта 1956 года получили американские физики Джон Бардин, Уильям Шокли и Уолтер Браттейн.)
Другое важное направление исследований Лилиенфельда - оксидные плёнки на алюминии, это позволило ему в 1931 году запатентовать электролитический конденсатор. Примерно в таком виде электролитические конденсаторы производятся до сих пор.
На своём веку Ю. Лилиенфельд зарегистрировал в Германии 15 патентов, а в США — 60. Идеи, которые были заложены в них, нашли своё продолжение в изобретениях преемников учёного. Заслуги Ю. Лилиенфельда через четверть века после его смерти были отмечены основанием в 1988 году премии Американского физического общества, которая названа его именем и вручается лауреатам ежегодно.